# Nona (stolica biskupia)

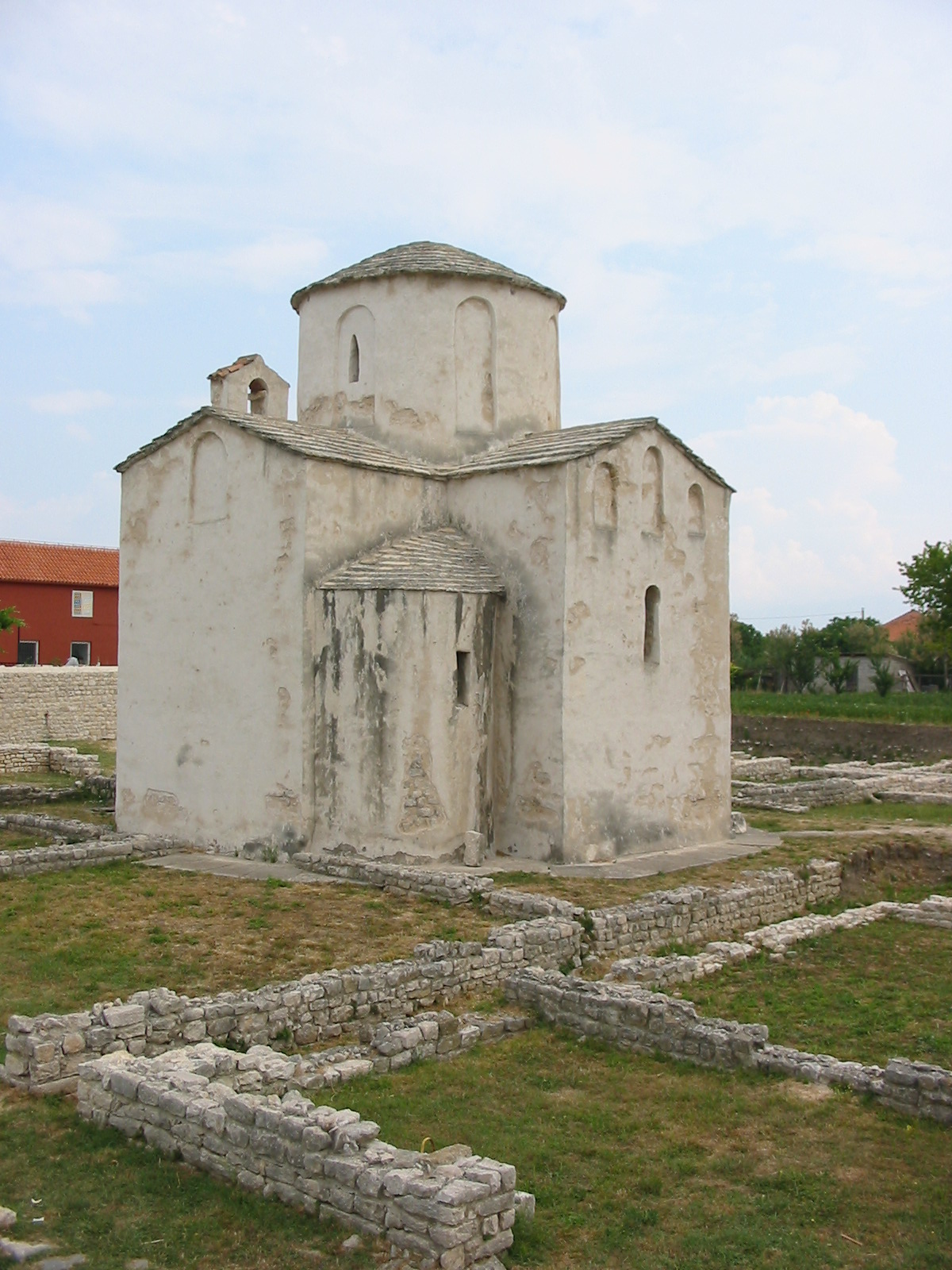
Dawna katedra diecezjalna w Ninie

Nona (łac. Nonensis) – stolica nieistniejącej diecezji w Cesarstwie rzymskim w prowincji Dalmacja Inferiore, sufragania archidiecezji Split, współcześnie miasto Nin w Chorwacji. Diecezja Nona utworzona została w VIII lub IX wieku, a zlikwidowana przez papieża Leona XII 30 czerwca 1828 roku. Tereny diecezji włączono do archidiecezji zadarskiej. W 1970 utworzono biskupstwo tytularne. Od 2004 obejmuje je chorwacki hierarcha Martin Vidović, były nuncjusz apostolski na Białorusi.

## Biskupi tytularni
| Lp. | Biskup                       | Funkcja                                                                                    | Od               | Do               |
| --- | ---------------------------- | ------------------------------------------------------------------------------------------ | ---------------- | ---------------- |
| 1   | Ricardo Guízar Díaz          | biskup pomocniczy Puebla de los Angeles (Meksyk) biskup pomocniczy Aguascalientes (Meksyk) | 30 maja 1970     | 3 listopada 1984 |
| 2   | Agustín García-Gasco Vicente | biskup pomocniczy Madrytu (Hiszpania)                                                      | 20 marca 1985    | 24 lipca 1992    |
| 3   | Joan Enric Vives Sicília     | biskup pomocniczy Barcelony (Hiszpania)                                                    | 9 czerwca 1993   | 25 czerwca 2001  |
| 4   | Socrates Villegas            | biskup pomocniczy Manili (Filipiny)                                                        | 25 lipca 2001    | 3 maja 2004      |
| 5   | Martin Vidović               | nuncjusz apostolski na Białorusi (do 2011)                                                 | 15 września 2004 |                  |